# Bundesfachschaftenkonferenz Wirtschaftswissenschaften
Die Bundesfachschaftenkonferenz Wirtschaftswissenschaften (kurz BuFaK WiWi, bis 2020 BuFaK WiSo) ist der Zusammenschluss der Fachschaften der wirtschaftswissenschaftlichen Fakultäten und Fachbereiche der Hochschulen in Deutschland. Die BuFaK WiWi versteht sich wie alle Bundesfachschaftentagungen zum einen als bundesweite Interessenvertretung der Studierenden aus diesen Studiengängen und zum anderen als Möglichkeit zur Vernetzung und zum Erfahrungsaustausch der einzelnen Fachschaften und ihrer Vertreter. Bis 2020 war die Konferenz unter dem Namen Bundesfachschaftenkonferenz der Wirtschafts- und Sozialwissenschaften (BuFaK WiSo) bekannt.

## Zusammensetzung
Die BuFaK WiWi setzt sich überwiegend aus Fachschaften rein wirtschaftswissenschaftlicher Fakultäten zusammen, also vor allem aus Studierenden der Betriebswirtschaftslehre und Volkswirtschaftslehre, aber auch Wirtschaftsingenieurwesen, Wirtschaftspädagogik, Wirtschaftsinformatik und anderer interdisziplinärer Fächer.

## Geschichte
Die erste BuFaK WiSo fand im März 1977 an der Universität Karlsruhe statt. Nach einer Krise der BuFaK in den 1980er Jahren, in deren Folge keine Konferenzen zwischen 1982 und 1989 stattfanden, findet die Konferenz mittlerweile wieder regelmäßig statt. Hatte die BuFaK an der Universität Osnabrück im Mai 2001 noch etwa 65 Teilnehmer, so waren es bei der Konferenz im Mai 2006 in Berlin etwa 215. Im April 2017 fand am KIT – also 40 Jahre nach ihrer Gründung – die Bundesfachschaftenkonferenz wieder in Karlsruhe statt. Die 70. Konferenz sollte in Oldenburg stattfinden, wurde aber aufgrund der Covid-19-Pandemie abgesagt. Im Sommer 2020 fand aufgrund der Situation die erste rein digitale Online-Konferenz, geleitet aus Jena, statt. Nach drei digitalen Konferenzen in den Jahren 2020 und 2021 wird sich ab dem Wintersemester 2021 wieder in Präsenz getroffen.
Um die Kontinuität der Arbeit der BuFaK zu verbessern, wurde im November 2003 in Leipzig der BuFaK-Rat eingeführt. Bis dahin gab es lediglich das BuFaK-Sekretariat mit rein organisatorischen Aufgaben.
Die vergangene Konferenz im Wintersemester 2023/2024 fand vom 2. bis 5. November an der TU Darmstadt statt.

## Struktur

### Semesterweise Konferenzen
Die eigentliche Arbeit der BuFaK WiWi findet auf den jedes Semester, in der Regel im Mai und November, stattfindenden Konferenzen statt. Diese bestehen zum einen aus Workshops zu den unterschiedlichsten Themen von hochschulpolitischen Fragen bis hin zu Problem der Alltagsarbeit in der Fachschaft. Zum anderen finden mehrere Plenen statt, die neben der Klärung organisatorischer Fragen vor allem dazu dienen, Beschlüsse und Positionspapiere der BuFaK abzustimmen und ggf. Wahlen durchzuführen. Ergänzend ist auch für ein ausführliches Rahmenprogramm gesorgt.
An einer Konferenz nehmen etwa 200 Personen aus aktuell 60 bis 70 Fachschaften teil. Noch vor wenigen Jahren lag die Anzahl der teilnehmenden Fachschaften bei 30 bis 40.

### BuFaK-Rat
Der BuFaK-Rat soll die Arbeit der BuFaK zwischen den Konferenzen fortführen. Er soll dafür sorgen, dass beschlossene Positionen nach außen vertreten werden, soll ausrichtende Fachschaften bei der Organisation einer Konferenz unterstützen und vor allem Workshops zu hochschulpolitischen Themen vorbereiten. Der BuFaK-Rat besteht aus bis zu sieben direkt gewählten Personen, die unterschiedliche Aufgaben haben:
- zwei Sprecher: Ihre Aufgabe ist vor allem die Außenvertretung gegenüber anderen Fachschaftentagungen, gegenüber dem fzs, der Hochschulrektorenkonferenz, den Akkreditierungsagenturen, dem Bildungsministerium oder der BundesDekaneKonferenz Wirtschaftswissenschaften.
- Administration: Zwei Mitglieder des Rats dienen als Administration. Sie sind vor allem für organisatorische Fragen zuständig, betreuen also die Homepage, Mailinglisten oder geben organisatorische Unterstützung bei der Ausrichtung einer Konferenz.
- Darüber hinaus gibt es noch bis zu drei weitere Mitglieder im BuFaK-Rat, die vor allem für die inhaltliche Vor- und Nachbereitung einer Konferenz zuständig sind, aber natürlich auch Sprecher und Administration unterstützen können.

Der Rat kann weitere Mitglieder zur Erfüllung seiner Aufgaben kooptieren; besonders dann, wenn diese ausgewiesene Experten auf ihrem Gebiet sind. Diese Mitglieder haben kein Stimmrecht, sind ansonsten den direkt gewählten Mitgliedern gleichgestellt.
- kooptierte Mitglieder: Übernehmen aktuell die Öffentlichkeitsarbeit, Betreuung der AGs, Betreuung der Ausrichter, Betreuung der sicheren Abstimmungen im Plenum und schreiben Protokolle.

### Ratsmitglieder seit dem SoSe 2022
Der 20. BuFaK-WiWi Rat wurde am 30. April 2023 auf der BuFaK in Leipzig gewählt. Die Legislatur endet regulär zum Ende der Sommer BuFaK 2024 in Dortmund.
| Sprecherin        | Stina Mitsche (Carl von Ossietzky Universität Oldenburg) |
| Sprecherin        | Lisa Weimer (Georg-August-Universität Göttingen)         |
| Administrator     | Christophe Kahl (Technische Universität Dortmund)        |
| Administrator     | Moritz Richter (Technische Universität Darmstadt)        |
| weiteres Mitglied | Lena Härtel (Universität Hohenheim)                      |
| weiteres Mitglied | Talina Schneider (Universität Hohenheim)                 |
| weiteres Mitglied | Torsten Heß (Universität Paderborn)                      |

### Arbeitsgruppen
Neben dem Rat kann es zwischen den eigentlichen Konferenzen auch Treffen innerhalb von Arbeitsgruppen (AGs) geben, die sich mit bestimmten Themen befassen. Folgende AGs sind derzeit – mit ihren Betreuern vom Rat und den Leitern der AGs – ernannt
- AG Nachhaltigkeit | Leitung: Christophe Kahl | Ratsbetreuer: N.A.
- AG JustUs | Leitung: Henrik Sykora, Carolin Schmuck | Ratsbetreuer: Alexey Rosenberg
- AG Akkreditierung | Leitung: Tobias Burk | Ratsbetreuer: Tobias Burk[3]

## Inhalte
Sehr viele der bei einer Konferenz anwesenden Fachschafter sind zunächst vor allem an einem Erfahrungsaustausch interessiert, so dass Themengebiete zur Erstsemesterarbeit, Fachschaftzeitung, Gewinnung von Nachwuchs, Organisation von Fachschaftspartys usw. seit vielen Jahren wichtig sind.
Im hochschulpolitischen Bereich ist die Diskussion derzeit vor allem von der Umstellung der Studiengänge auf Bachelor und Master im Rahmen des Bologna-Prozesses und der damit verbundenen Akkreditierung geprägt. Auch Fragen zur Hochschulfinanzierung und Studiengebühren beschäftigten die Konferenzen und sorgten vor allem während der Plenen für Diskussionen.
Auch zur Weiterentwicklung von einzelnen Studiengängen, etwa Wirtschaftsingenieurwesen, gibt es Arbeitsgruppen.